# NGC 40
NGC 40 je planetarna maglica u zviježđu Cefeju.

## Vanjske poveznice
- SEDS: NGC 0040